# Squatina tergocellatoides
Squatina tergocellatoides là một loài cá mập trong chi Squatina, chi duy nhất còn sinh tồn trong họ và bộ của nó. Loài này được J. S. T. F. Chen miêu tả khoa học đầu tiên năm 1963.